# Zwierinogołowskoje
Zwierinogołowskoje (ros. Звериноголовское) – wieś (sieło) w Rosji, w obwodzie kurgańskim, ośrodek administracyjny rejonu zwierinogołowskiego. W 2010 liczyła 4060 mieszkańców.